# Igor Milanović
Igor Milanović (Beograd, 18. prosinca 1965.), bivši srbijanski vaterpolist. Smatra se jednim od najboljih vaterpolista svijeta svih vremena. Za Jugoslaviju je odigrao 349 utakmica i postigao 540 pogodaka. Osvojio je dva olimpijska zlata, dva svjetska, jedno europsko i dva na Svjetskom kupu. Igrao je za Partizan (1975. – 1989., 1995. – 1996.), Mladost (1989. – 1991.), Crvenu zvezdu (1991. – 1993.), Romu (1993. – 1994.), Budvansku rivijeru (1994.) i Catalunyu (1994. – 1995.). Na otvaranju OI 1996. nosio je zastavu SR Jugoslavije. Uvršten je u vaterpolsku Kuću slavnih 13. svibnja 2006. Od ljeta 2008. do lipnja 2009. bio je trener beogradskog Studenta, da bi u lipnju 2009. bio izabran za trenera Partizana. Kao trener Partizana osvojio je Euroligu 2010./11. Krajem lipnja 2014. izabran je za trenera Pro Recca.